# Риека
Рие́ка (хорв. Rijeka, словен. Reka), Фиу́ме (итал. Fiume, лат. Vitopolis et Flumen), Флаум (нем. Sankt Veit am Fluß, Sankt Veit am Flaum) — город и порт в Хорватии, третий по величине город страны после её столицы Загреба и Сплита. Находится в регионе Кварнер рядом с полуостровом Истрия. Население — 128 624 человека (по данным переписи 2011 года). 82,5 % населения — хорваты.

## Общие сведения
Город лежит при впадении речки Риечины (или Фиумары) в Речский, Риечский (или Фиумский) залив, являющийся частью залива Кварнер Адриатического моря. Эта река дала название городу — Rijeka, что на хорватском языке означает просто: «река». Исторически и вплоть до сего дня Риека — крупнейший хорватский порт, как грузовой, так и пассажирский. Основные статьи дохода города — порты, судостроение и туризм.

## Транспорт
Риека связана регулярным автобусным сообщением со всеми крупнейшими городами Хорватии, городами Словении, Италии и некоторыми европейскими столицами. Город связан автомобильным шоссе хорошего качества с Загребом, Истрией, Словенией, островом Крк, а также далматинскими городами. Вокруг города построен скоростной обход, являющийся частью автомагистрали A7.
В Риеке находится крупнейший морской порт страны. Паромы ходят на близлежащие острова, а также в Задар, Сплит и Дубровник вдоль далматинского побережья.
В 30 км от города на острове Крк расположен международный аэропорт. С островом Крк далматинское побережье возле Риеки связано Кркским мостом длиной 1430 метров. Через Риеку проходит железнодорожная линия Загреб-Риека-Пула.

## История

### До XIII века
В районе города раскопаны многочисленные неолитические поселения. Т.о. люди жили здесь с глубокой древности. В доримский период были основаны кельтское поселение Тарсатика (современный Трсат, часть Риеки) и поселение моряков Либурни.

Крепости Риека и Трсат в 1670 году

В I веке до н. э. эти поселения с окрестностями были завоёваны римлянами.
После падения Западной Римской империи город захватывали готы и лангобарды, он присоединялся к Франкскому королевству.

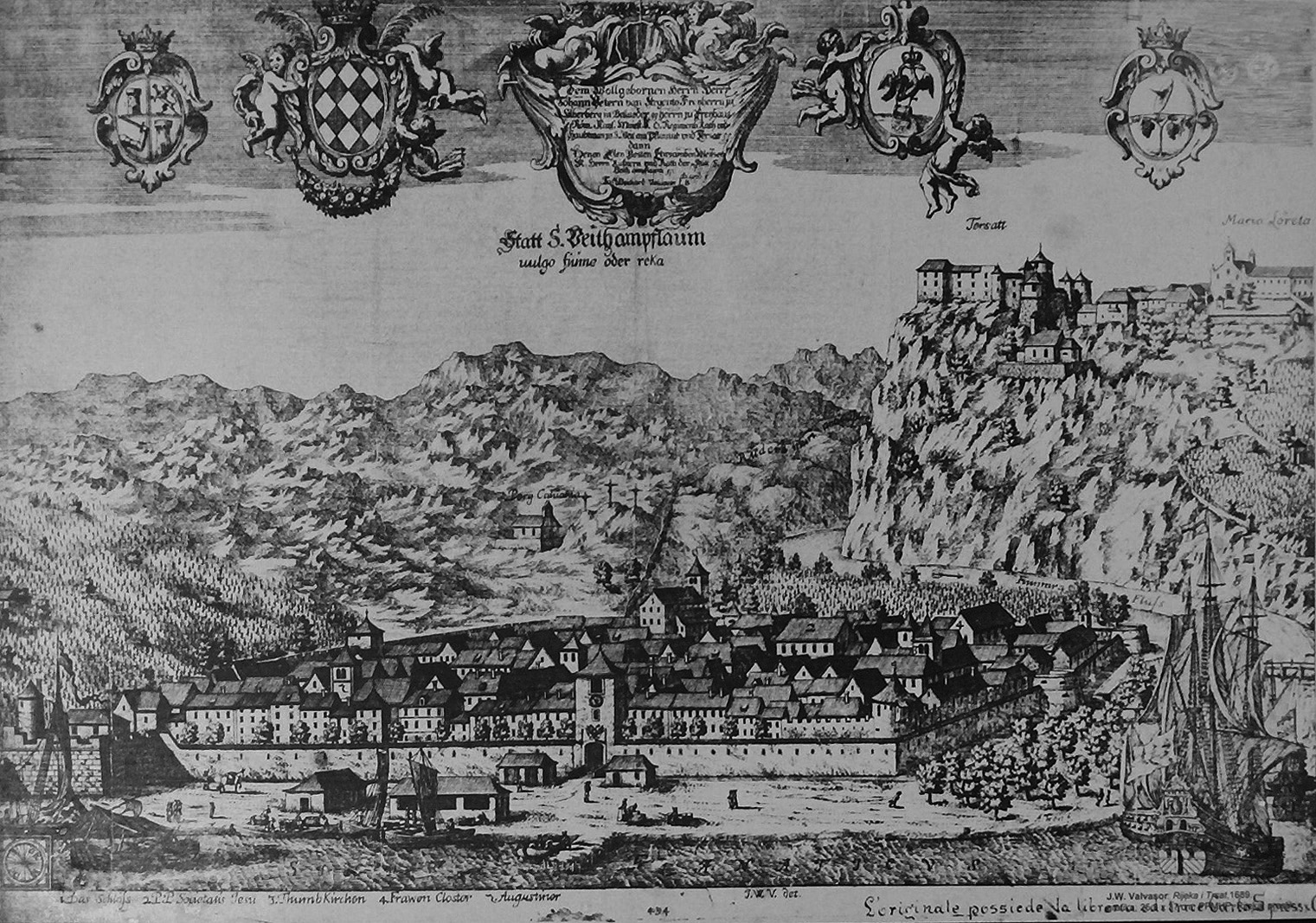
Риека и Трсат в 1689 году

В VII веке сюда пришли славяне. Город входил в состав Хорватского королевства, затем — объединённого Хорватско-Венгерского государства.

### XIII—XVIII века
- Первые документальные сведения о Риеке восходят к XIII веку: в актах того времени фигурируют сёла Трсат (на левом берегу Риечины) и Риека (на правом берегу).
- 1438 год — в Риеке построена первая больница в Хорватии.
- 1466 — город вошёл в состав многонациональной державы австрийских Габсбургов, где итальянцы и венгры называли его — Фиуме, австрийцы — Флаум.
- 1599 — Великая чума унесла жизни более 300 жителей Риеки из 3000 живших в пределах городских стен.
- 1627 — в Риеке основана Иезуитская гимназия, которая стала впоследствии основой Университета Риеки.
- 1699 — турецкие нашествия прекратились, Великая Турецкая война закончилась, что стало началом нового значения Риеки как важного торгового центра. Император Леопольд I пожаловал Риеке герб с двуглавым орлом.
- В XVIII веке основано риекское предместье Сушак (в 1947 году Сушак и Трсат официально включены в состав Риеки).
- 1719 — император Карл VI провозгласил Риеку свободным портом.
- 1728 — Риеку посетил император Карл VI по случаю открытия дороги Риека — Карловац.
- 1747 — налажено регулярное почтовое сообщение Риеки с Триестом и Веной.
- 1750 — серия землетрясений продолжается весь год. Большие разрушения в Риеке.
- 1754 — начал работу сахарный завод на 1000 рабочих мест.
- 1787 — побережье от Риеки до города Сень было административно объединено в составе так называемого Венгерского Приморья (Ugarsko primorje).

### До Первой мировой войны

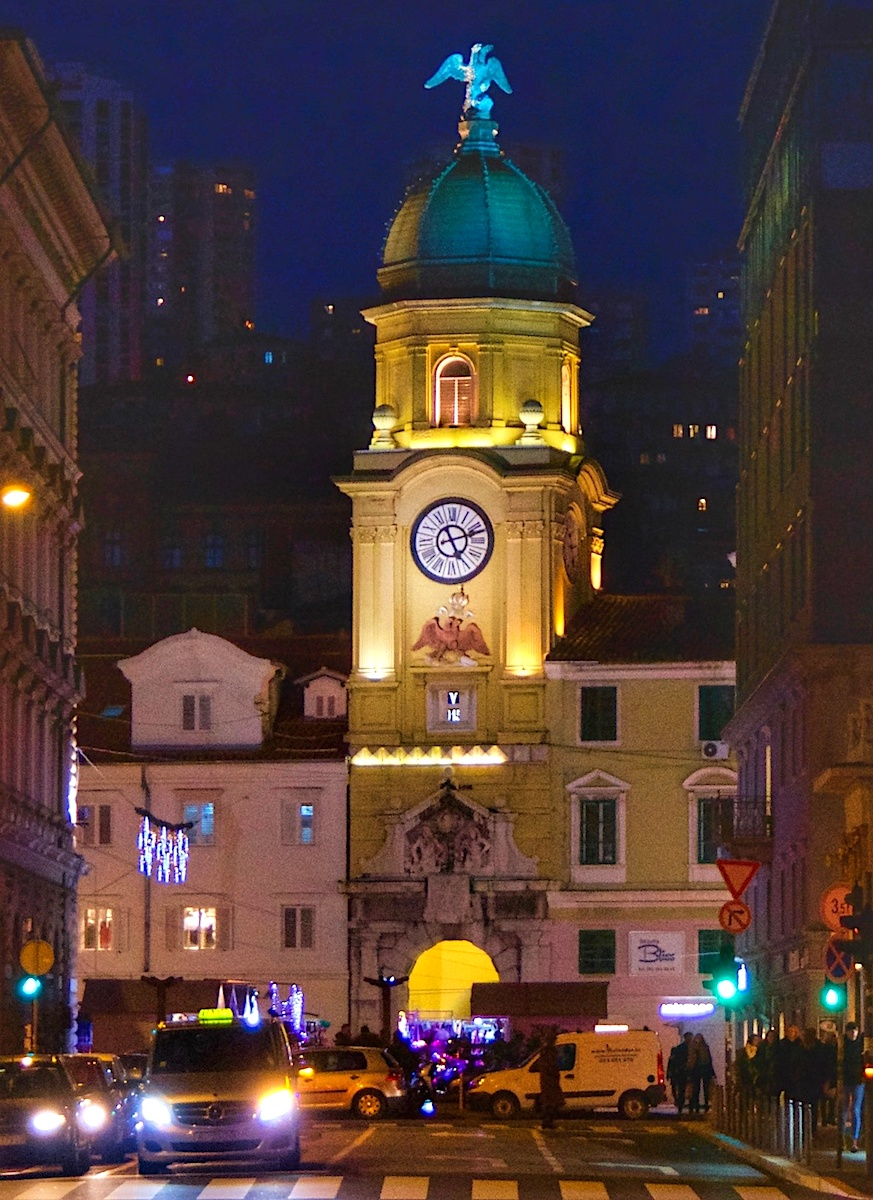
Городская башня с часами

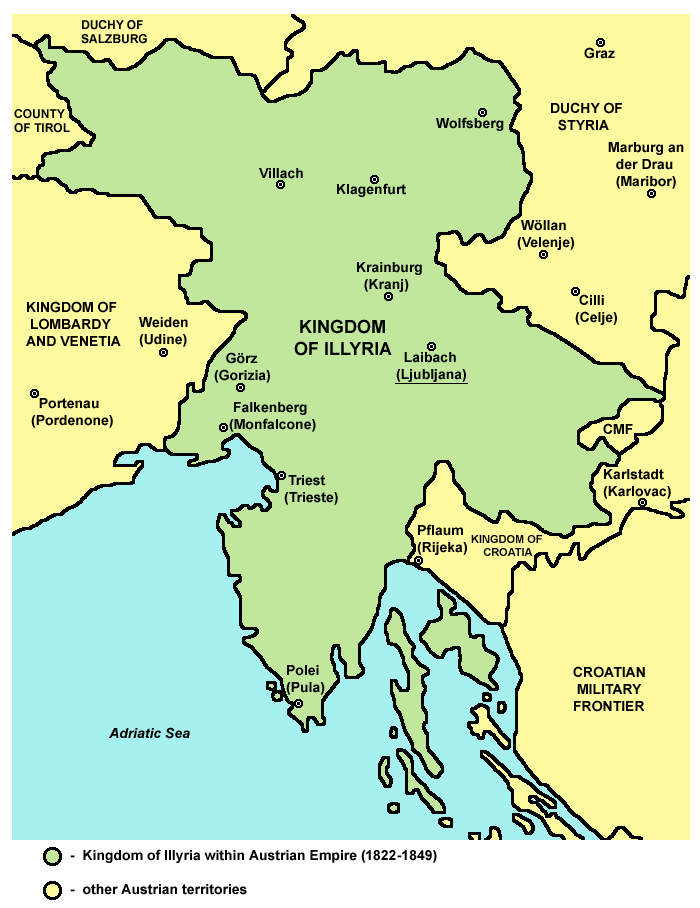
Иллирийское королевство, вошедшее в состав Австрии после наполеоновских войн

В составе Габсбургской империи, впоследствии Австро-Венгрии, город пребывал вплоть до Первой мировой войны, за исключением периода 1805—1813 годов, когда город был занят наполеоновскими войсками и включён в состав Иллирийских провинций Французской империи.
В XV—XVIII веках Фиуме имел важнейшее значение в австрийской империи, являясь единственным портом на Адриатике, в то время как Истрия и Далмация принадлежали венецианской республике. Все попытки венецианцев захватить Фиуме окончились ничем.
Город и порт не потеряли своих лидирующих позиций и после окончания наполеоновских войн, когда к империи были присоединены бывшие венецианские владения. В составе Австро-Венгрии за город, в силу его важности, шла упорная борьба. Он многократно переходил от Австрии к Венгрии и Хорватии (имевшей конституциональную автономию в составе Венгрии).
- 1821 год — в Риеке открылась бумажная фабрика.
- 1848 год — бан Йосип Елачич воссоединил Риеку с Хорватией.
- 1870 год — город Риека (Фиуме) надолго перешёл к Венгрии, став единственным венгерским морским портом. Между Триестом, принадлежавшим Австрии, и венгерским Фиуме развернулась острая конкуренция.
- 1888 год — мэр Сушака Хинко Бачич торжественно открыл отель «Континенталь».
- 1891 год — в Риеке построено здание железнодорожного вокзала.
- 11 февраля 1904 года — началось строительство Капуцинской церкви в Риеке.
- 24 апреля 1908 года — в Риеке скончался выдающийся хорватский юрист, черногорский государственный деятель Бальтазар Богишич.

### Фиуме до 1924 года
После Первой мировой войны город оказался камнем преткновения между Италией (к которой отошла соседняя Истрия) и вновь образованным Королевством сербов, хорватов и словенцев, позднее Королевством Югославия, в состав которого вошла Далмация. Оба государства считали Риеку-Фиуме своей территорией.

### Республика Фиуме и Свободный город Фиуме (1919—1924 годы)
- 1919 год — Парижские мирные переговоры о будущем города, шедшие первые 9 месяцев 1919 года, были прерваны в сентябре внезапным захватом города нерегулярным отрядом («ардитами») итальянского националиста и знаменитого поэта Габриеле Д’Аннунцио, который провозгласил Фиуме свободным государством (Республика Фиуме) и утвердил утопически-социалистическую (с элементами фашизма) конституцию новой республики.
- 12 ноября 1920 года — По итогам Фиумского конфликта был заключен Рапалльский договор, согласно которому все стороны признавали независимость Фиуме и обязались сохранять его целостность. Государство было признано США, Францией и Великобританией. Согласно Рапалльскому договору между Италией и Королевством Сербов, Хорватов и Словенцев, Фиуме был объявлен свободным городом, причём на него претендовали оба государства. Здесь была даже своя коммунистическая партия — самая малочисленная в мире.
- 1921 год — Д’Аннунцио возобновил военные действия.
- 3 марта 1922 года — местные фашисты свергли правительство, захватили власть и попросили помощи у Италии.
- 17 марта 1922 года — в Фиуме вошли итальянские войска.
- 27 января 1924 года — Королевство Сербов, Хорватов и Словенцев и Королевство Италия подписали Римский договор, согласно которому Италия аннексировала Фиуме, тогда как Королевство Сербов, Хорватов и Словенцев получало Сушак. Правительство Фиуме не признало договора и продолжало существовать в изгнании[8].

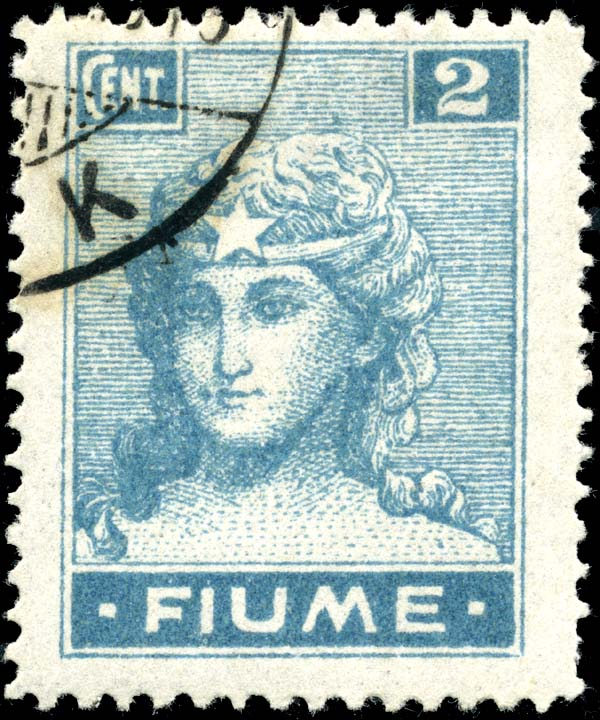
Марка Фиуме периода межсоюзнической оккупации (1919)
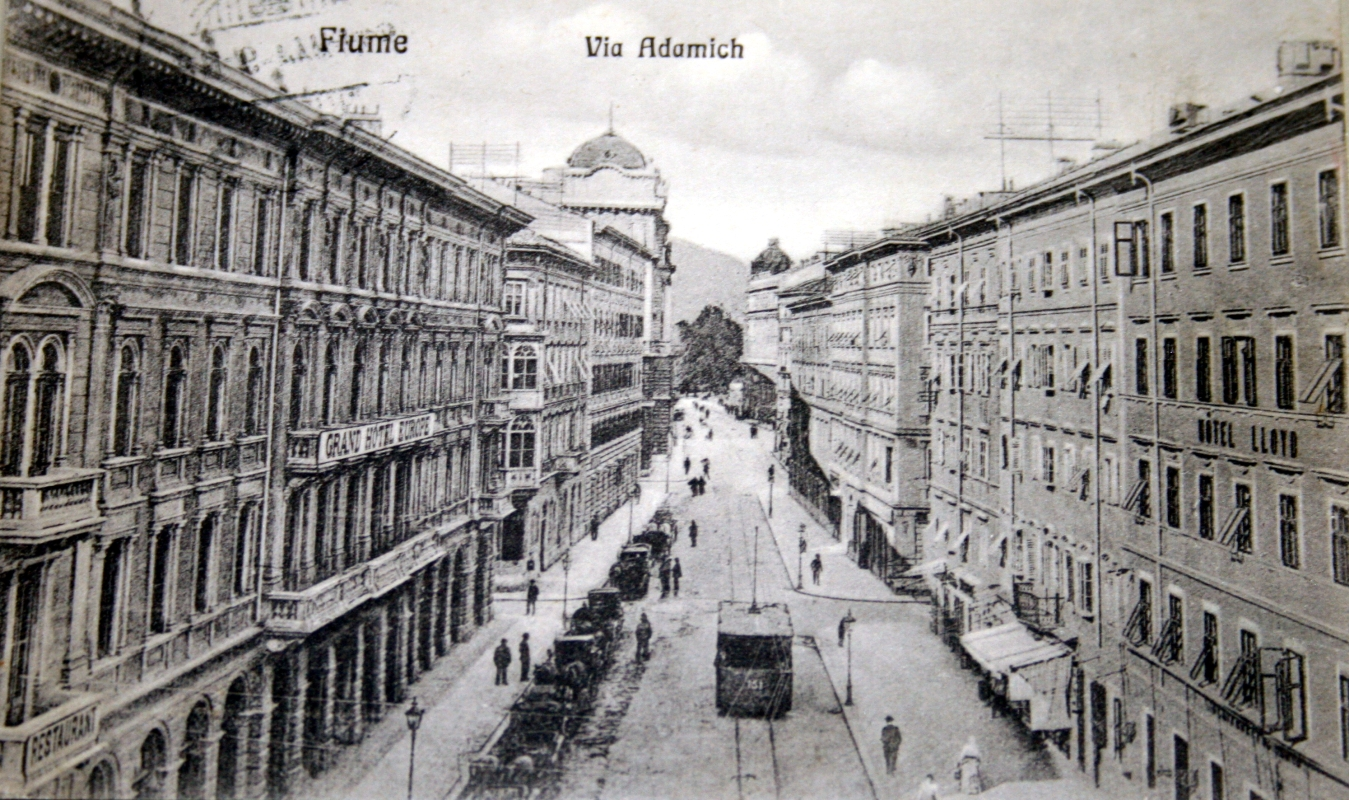
Адамичева улица, Фиуме. Около 1920 года
Итальянские жители Фиуме выступают за Габриэле Д’Аннунцио и его рейдеров новых границ свободы. Было опубликовано в Нью-Йорке в 1920 году
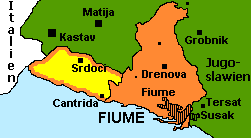
Фиуме в 1920—1924 годах
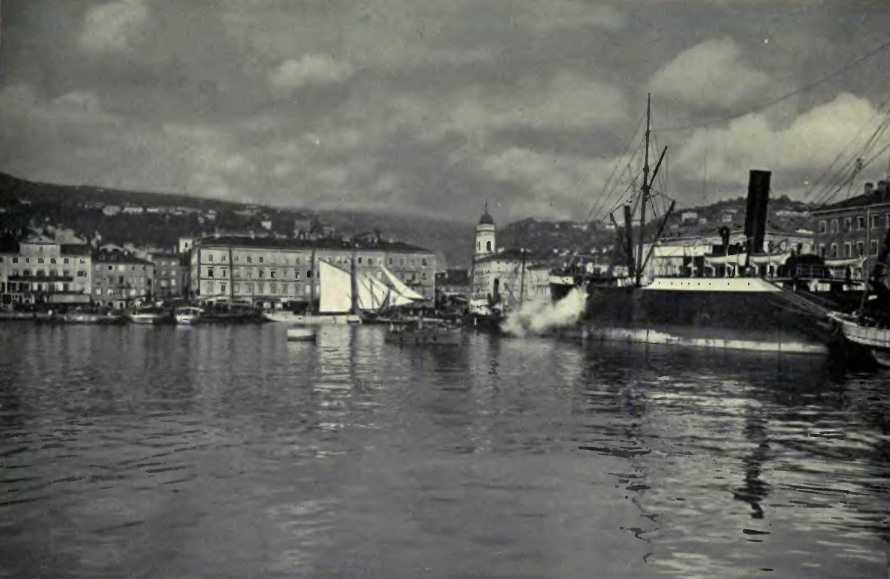
Порт Фиуме в 1923 году. В центре кадра — Православная церковь Святого Николая

### Фиуме в составе Италии (1924—1943 годы)
- 16 марта 1924 года — произошла формальная аннексия Фиуме Италией. Граница между странами прошла по реке Рьечине. Таким образом, Римский договор отменил действие Рапалльского договора.
- 7 апреля 1924 года — Правительство республики Фиуме не признало договора и продолжало существовать в изгнании, несмотря на то, что международная Лига Наций признала раздел законным 7 апреля 1924 года. Итальянские фашисты торжествовали, хотя их надежды на экономическое процветание города после его воссоединения с Италией не оправдались.

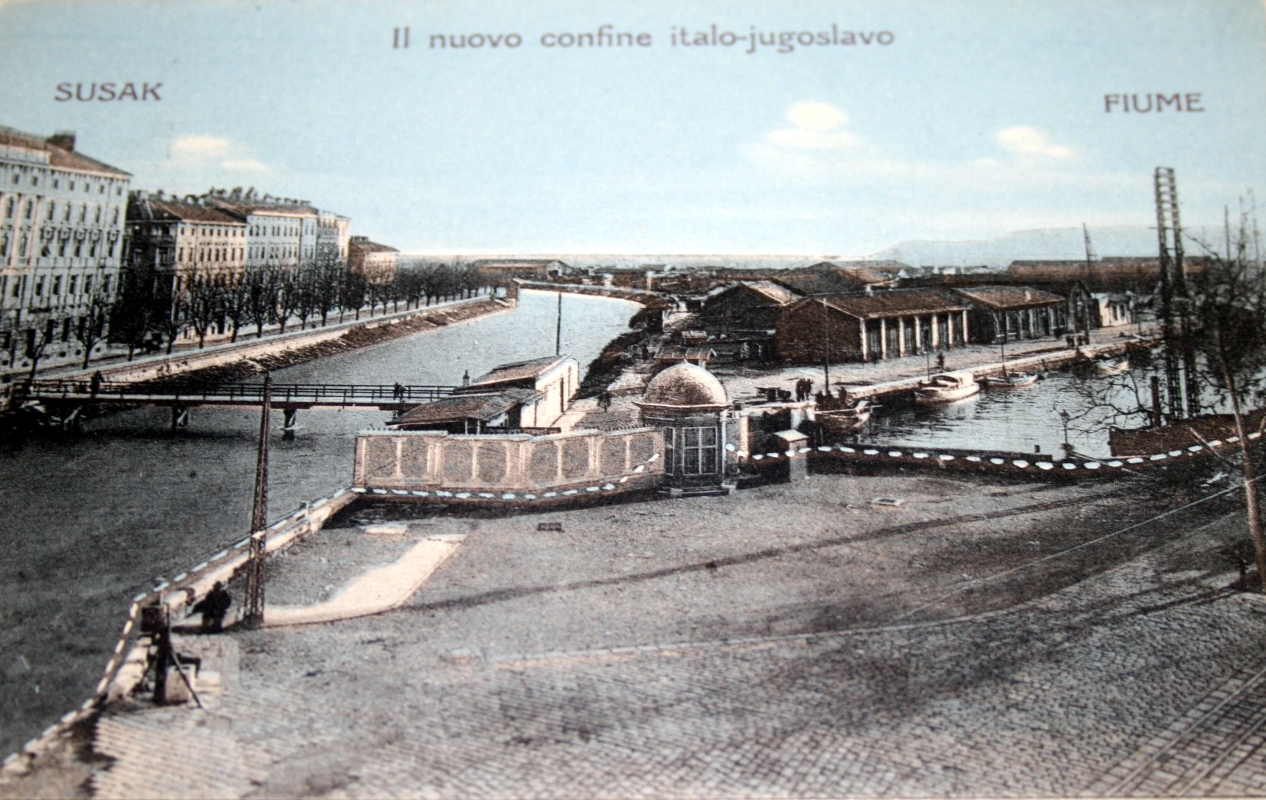
Граница Сушак-Фиуме в 1925 году
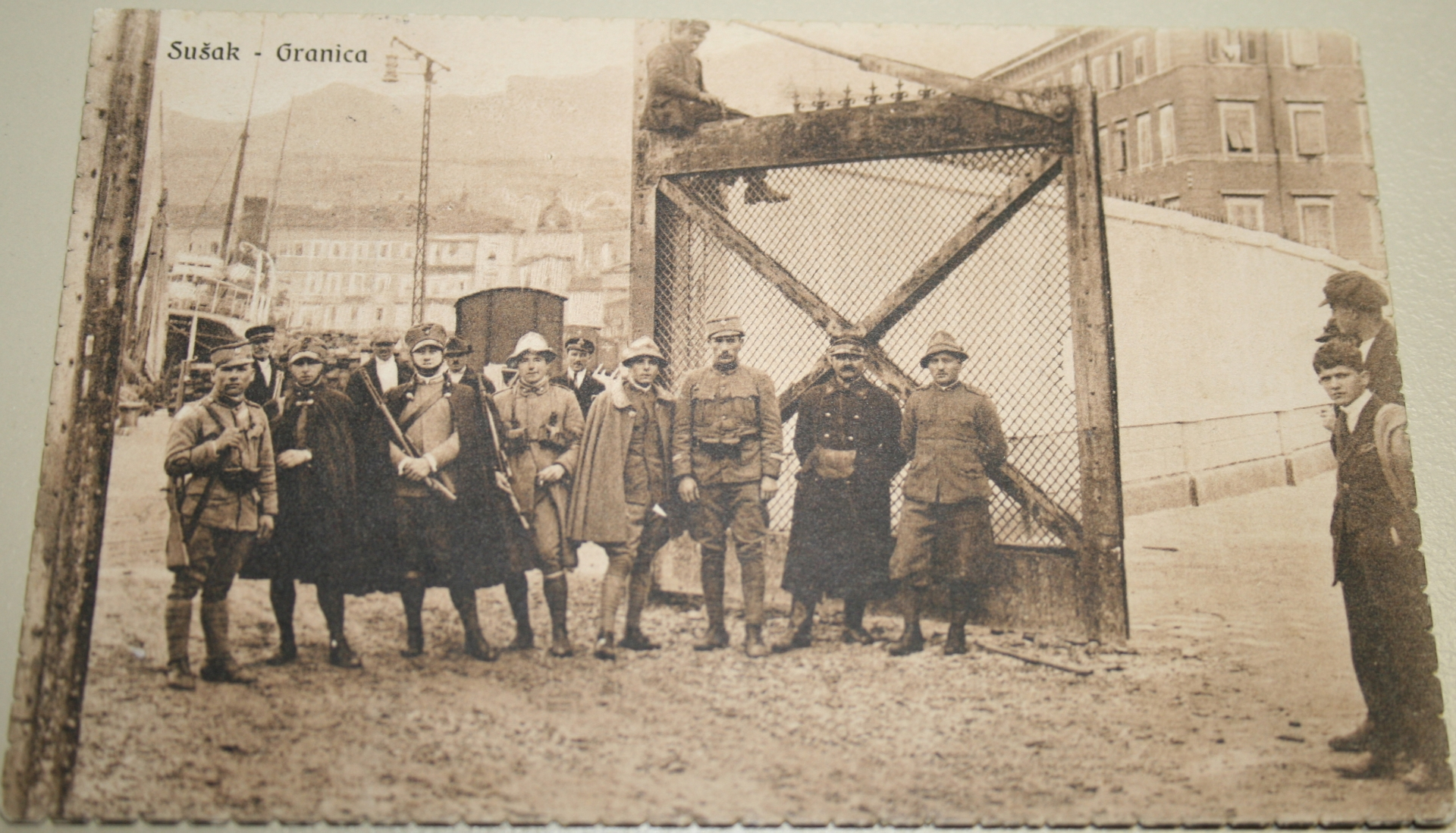
Сушак. Граница Сушак-Фиуме. 1929 год
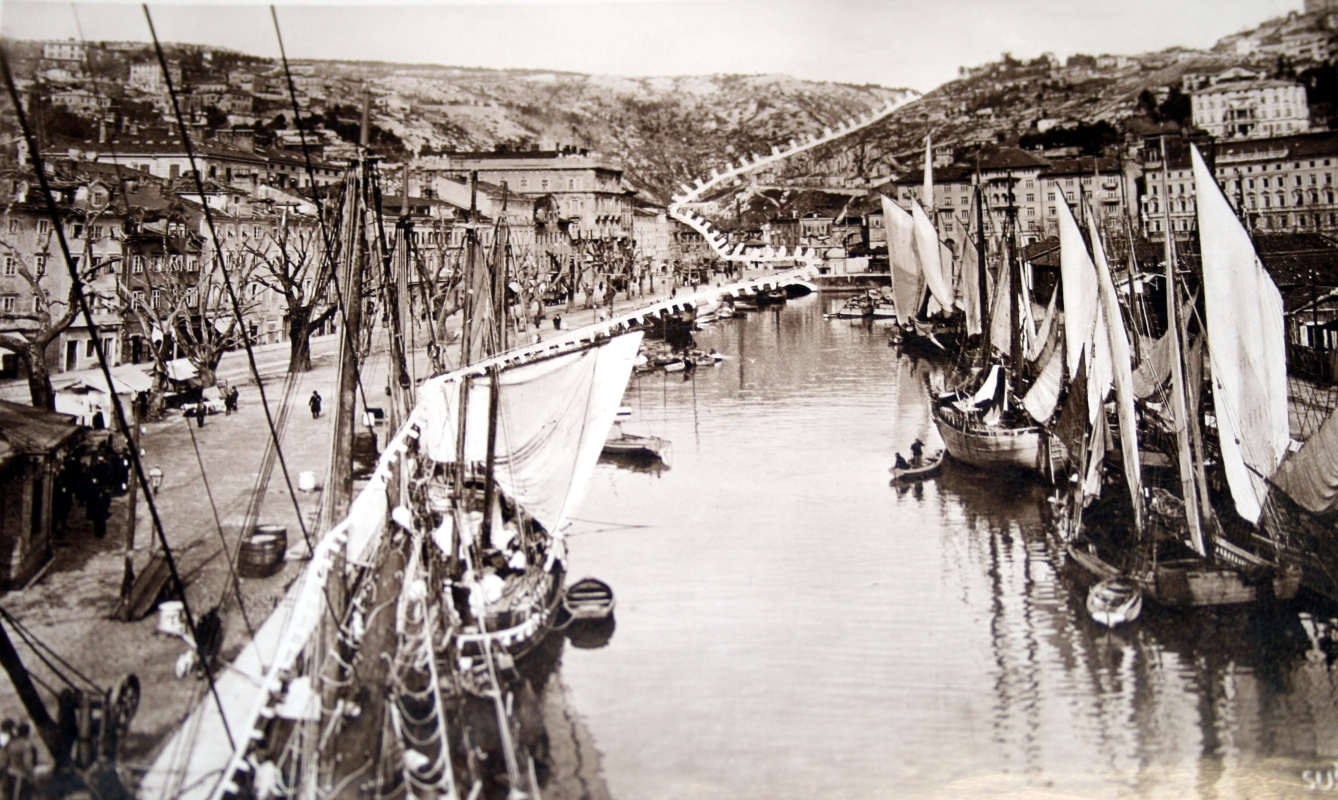
Граница между Фиуме и Сушаком, проходящая по Мёртвому каналу. 1933 год
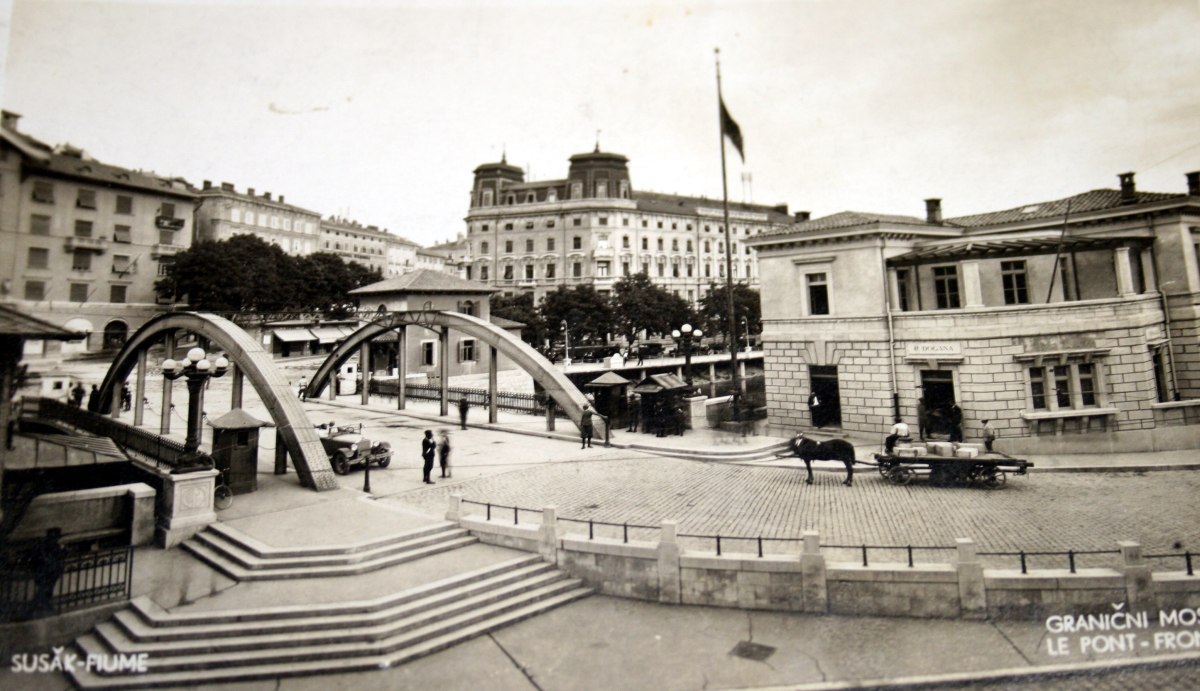
Пограничный пост на мосту через речку Риечину между Фиуме и Сушаком. 1933 год. Высокое здание за рекой в центре — гостиница Континенталь
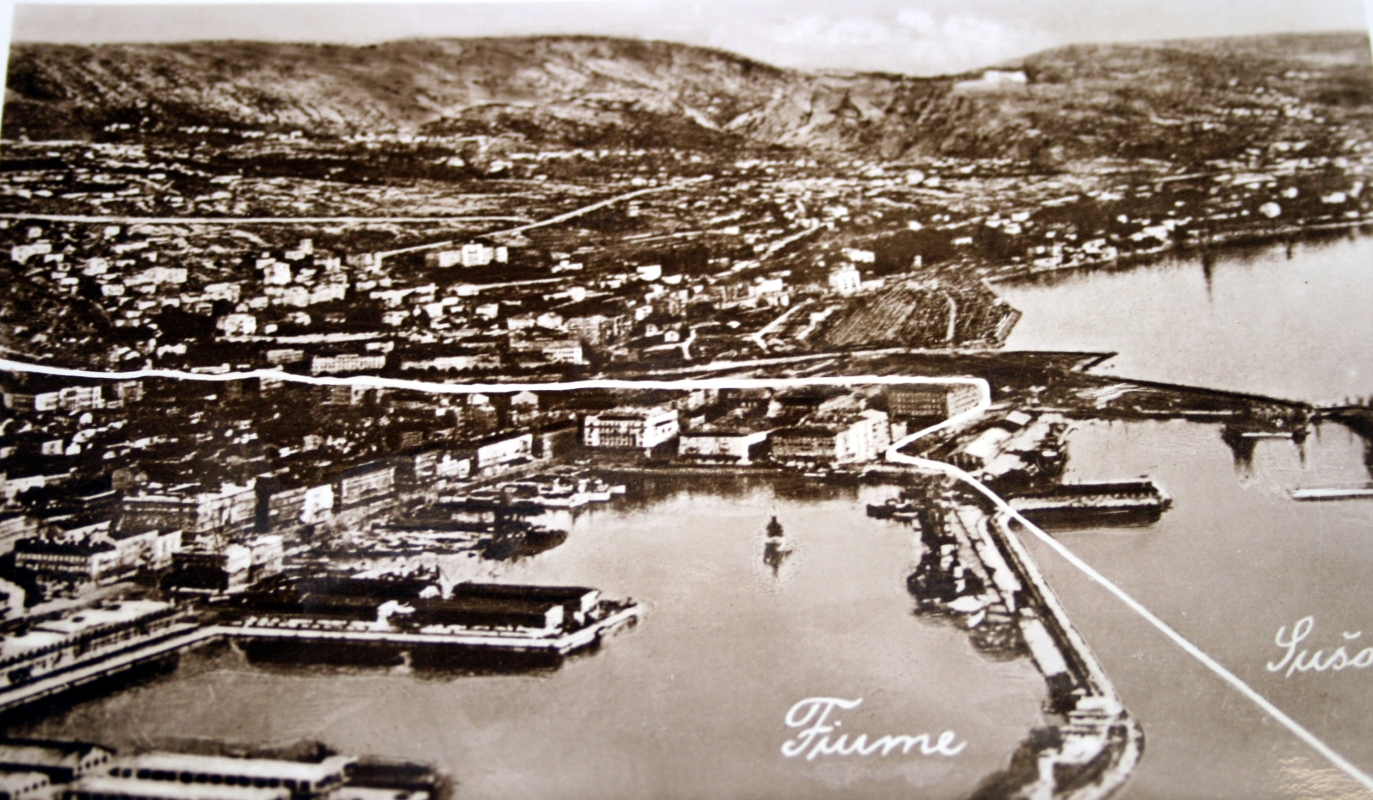
Граница между Фиуме и Сушаком в 1937 году
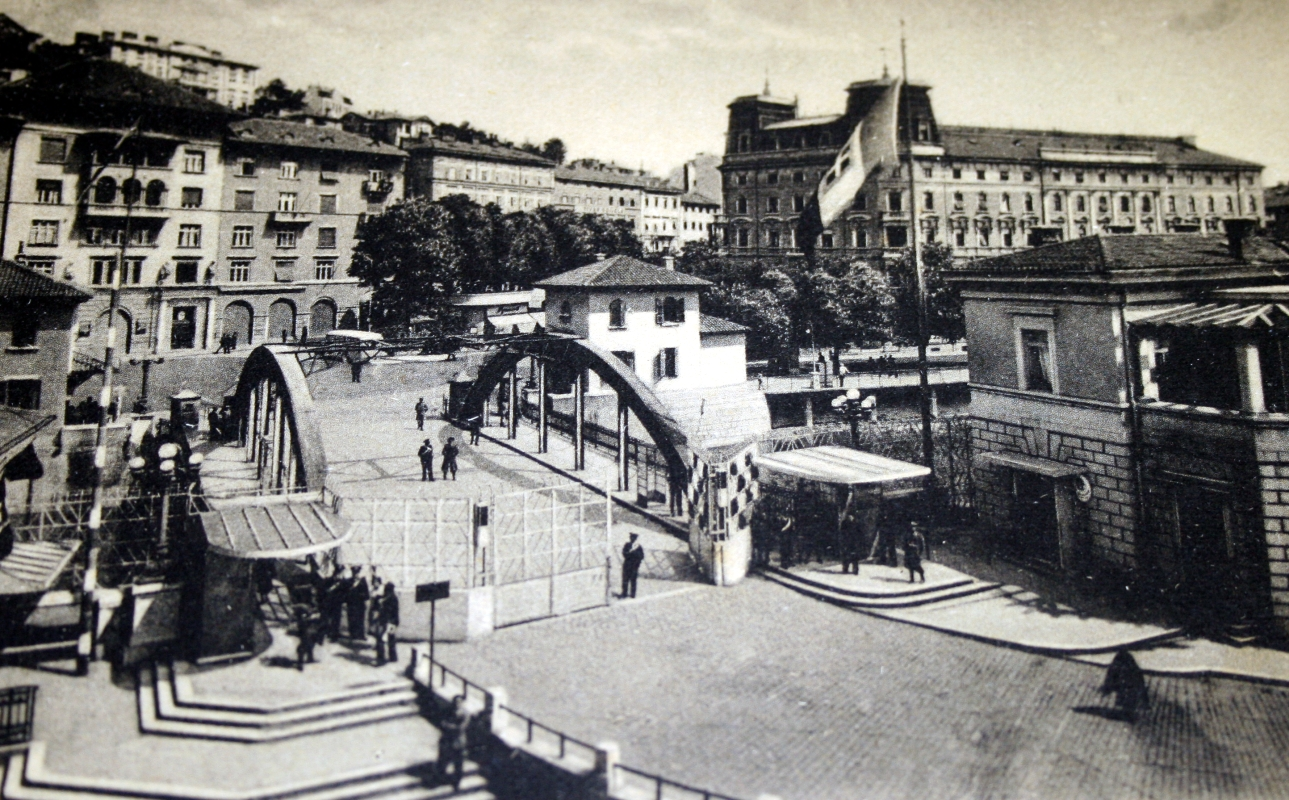
Пограничный мост через реку Риечина. Граница Фиуме-Сушак. 1941 год
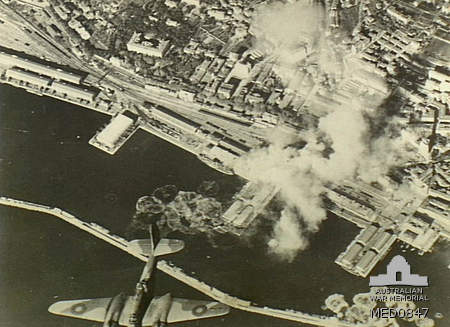
Бомбёжка Фиуме бомбардировщиками Британских Королевских ВВС в 1944 году
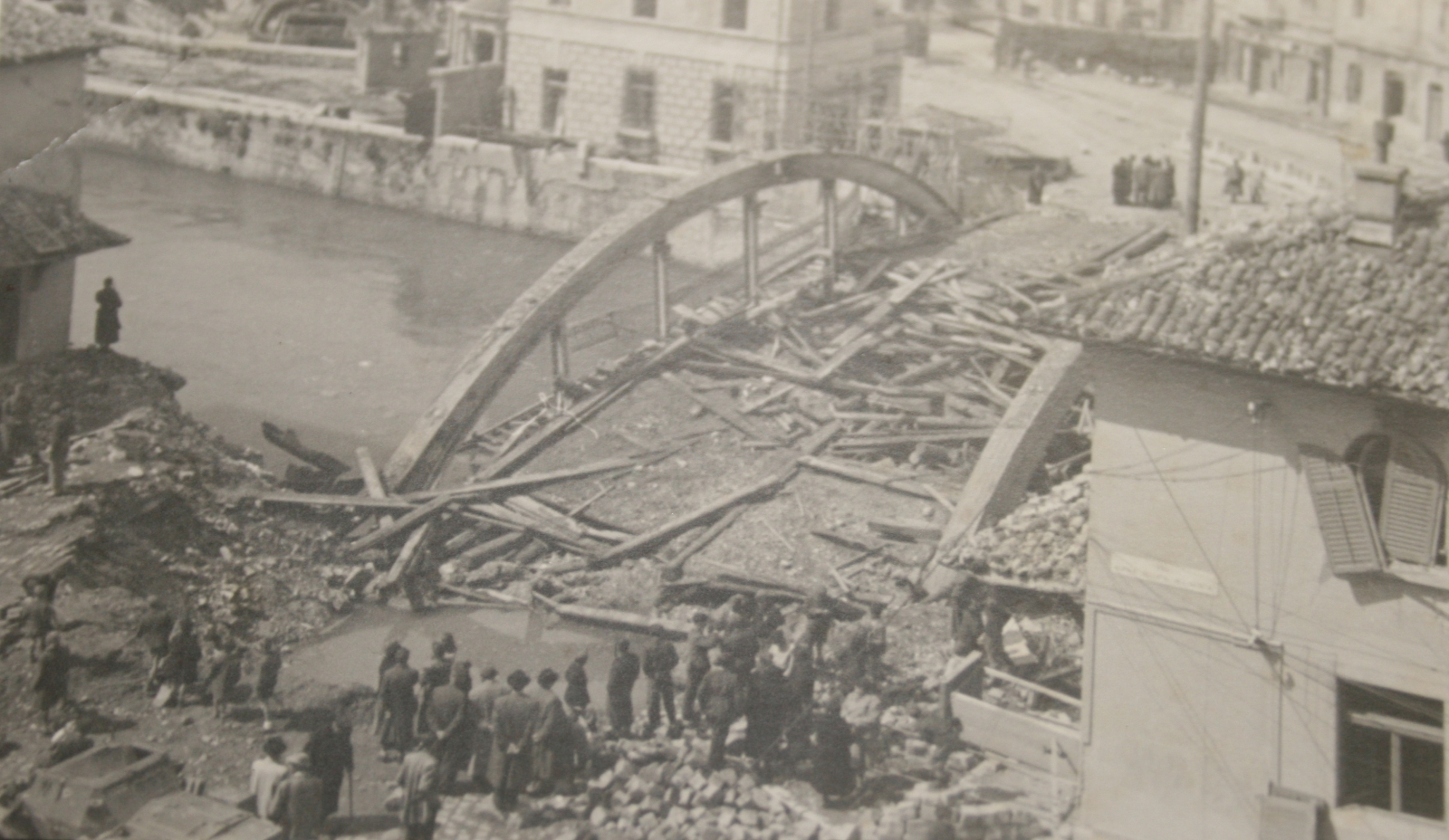
Пограничный мост через реку Риечина (Риечица). Граница Фиуме-Сушак. 1945 год

### Риека в составеНезависимого государства Хорватия
- 1943 год — Анте Павелич вернул Риеку, наряду с другими «освобождёнными краями» (oslobodjene krajeve), в состав Хорватии. Никаких репрессий против итальянского населения не проводилось.
- В 1944—1945 годах Риека, Опатия и Сушак сильно страдали от массированных англо-американских бомбардировок[9].
- 1945 год — 3 мая Риека взята югославскими коммунистическими партизанами. В городе начался массовый красный террор. В числе жертв были целые семьи — например, Анджело Адама, его жена и семнадцатилетняя дочь. Адама — не фашист и не усташ: он был еврей, только что вернувшийся из Дахау.

### Риека в составе Второй Югославии
- 1947 год — Риека официально присоединена к Югославии в 1947 году. На сей раз бо́льшая часть итальянского населения покинула город.
- 1972 год — На территории бумажной фабрики Риеки заработала первая и единственная югославская фабрика парафиновых спичек «Parafinka» емкостью 55 млн коробок в год[10].
- 1973 год — в Риеке основан университет.
- С 1991 года Риека — в составе Хорватии.

## Климат
| Показатель                    | Янв. | Фев. | Март | Апр. | Май  | Июнь | Июль | Авг. | Сен. | Окт. | Нояб. | Дек. | Год  |
| ----------------------------- | ---- | ---- | ---- | ---- | ---- | ---- | ---- | ---- | ---- | ---- | ----- | ---- | ---- |
| Средний суточный максимум, °C | 8,7  | 9,5  | 12,4 | 16,1 | 20,9 | 24,6 | 27,7 | 27,6 | 23,6 | 18,6 | 13,4  | 10,0 | 17,8 |
| Средний суточный минимум, °C  | 2,7  | 3,2  | 5,5  | 8,8  | 12,9 | 16,2 | 18,6 | 18,5 | 15,3 | 11,1 | 7,1   | 4,1  | 10,3 |
| Норма осадков, мм             | 135  | 114  | 104  | 111  | 102  | 111  | 82   | 100  | 165  | 176  | 183   | 154  | 1537 |
| Источник: worldweather.org    |      |      |      |      |      |      |      |      |      |      |       |      |      |

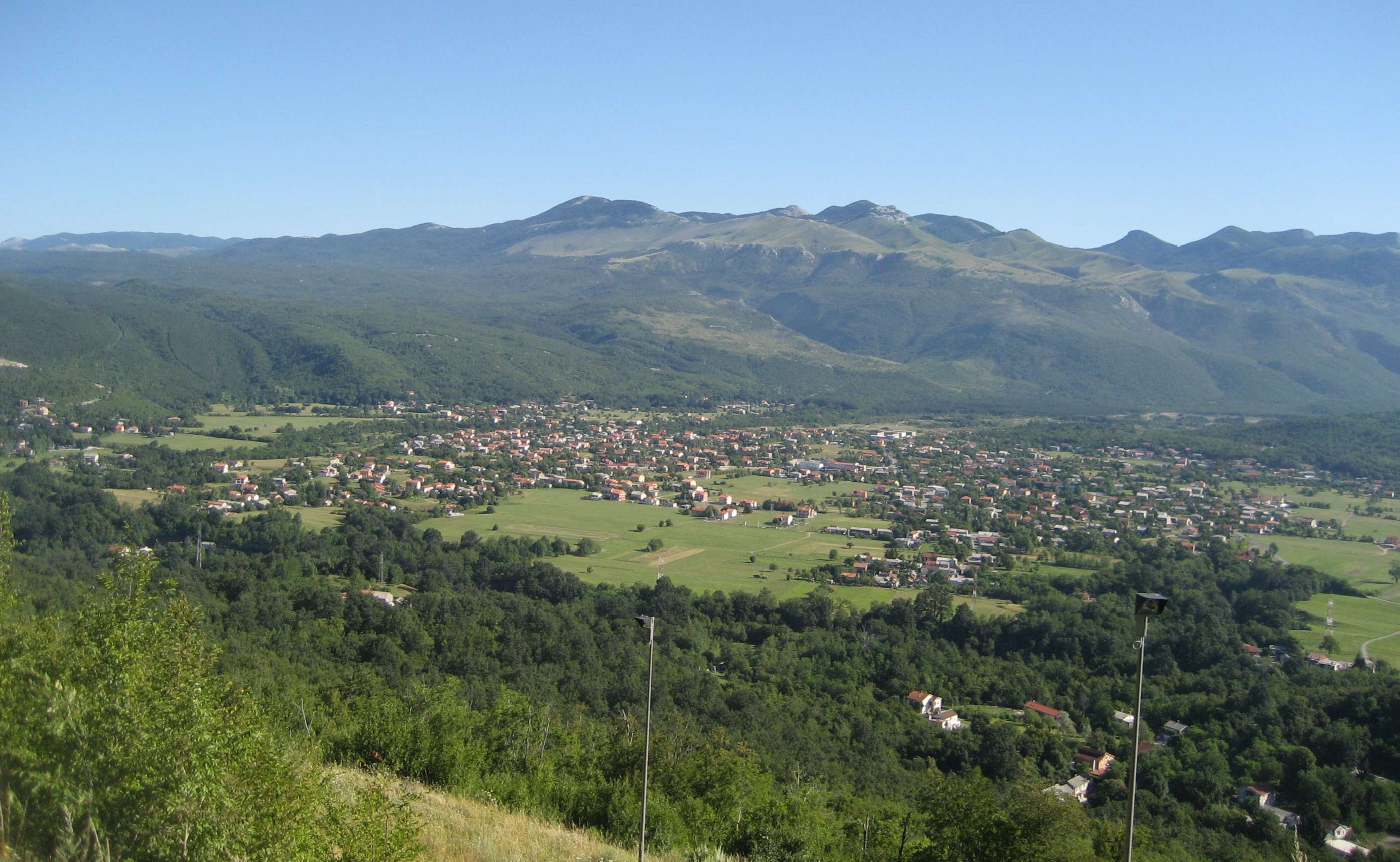
Долина и деревня Дражице
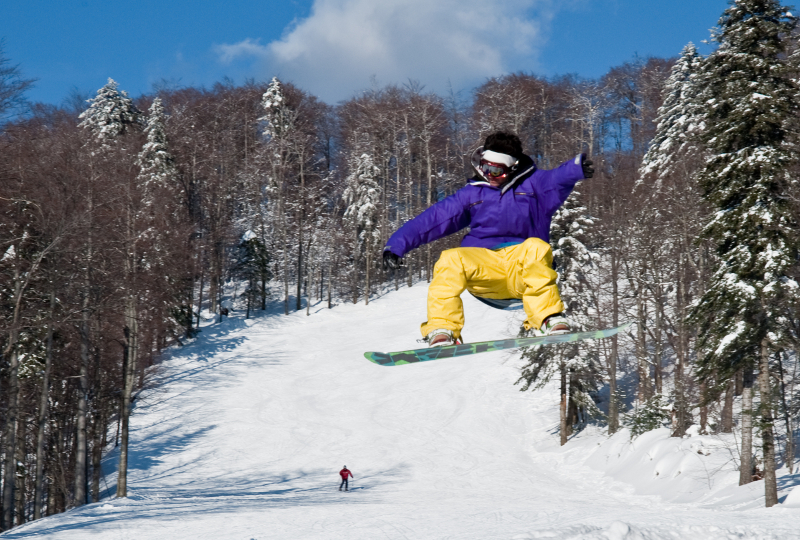
Горнолыжный курорт Платак
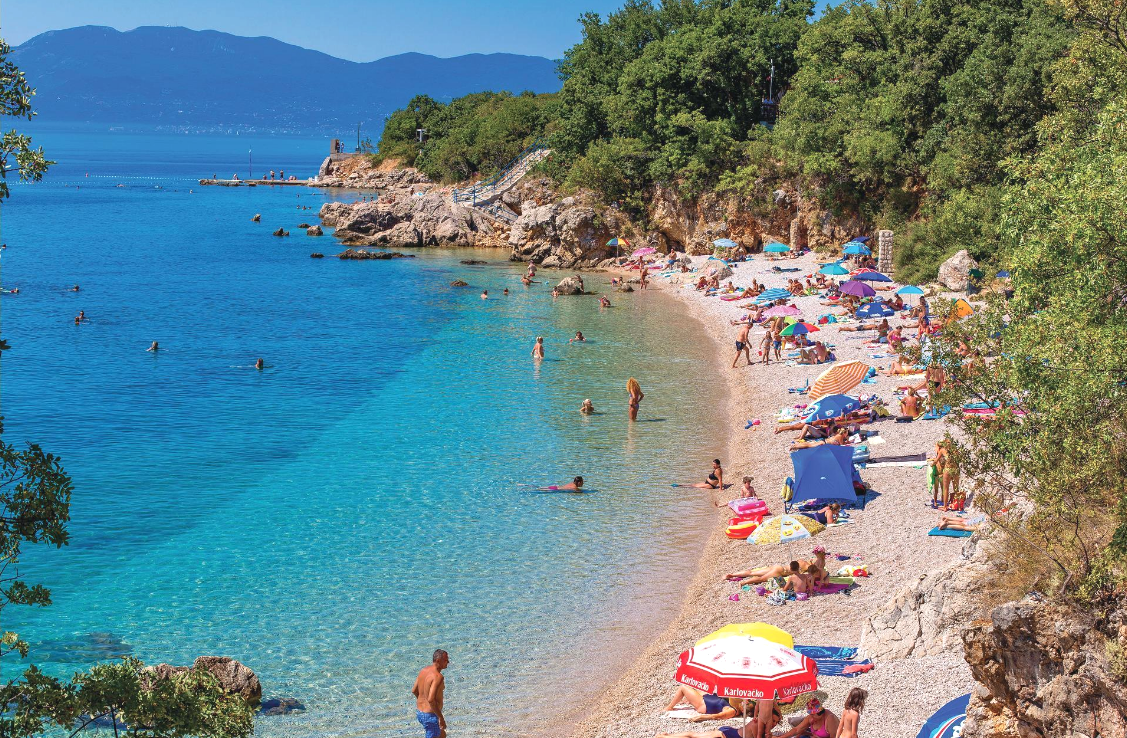
Пляж Кострена

## Достопримечательности
О достопримечательностях пригорода Трсат см. статью о нём.

### Церкви и соборы
- Наклонённая башня венецианской постройки (Косая башня Риеки) — находится рядом с церковью Вознесения Непорочной Девы Марии и используется как колокольня этой церкви. Готика, 1377 год.
- Церковь Вознесения Непорочной Девы Марии
- Кафедральный собор св. Вита (1638 год) — собор в стиле барокко, освящённый в честь покровителя Риеки.
- Церковь Святого Иеронима (готика, 1408 год; перестроена в 1768 году в стиле барокко.
- Церковь Святых Фабиана и Себастьяна
- Сербская православная церковь Святого Николая, построенная в 1790 году.
- Капуцинская церковь

### Музеи
- Поморский музей
- Музей модерна и современного искусства

### Дома и здания
Дома на Пешеходной улице Корзо:

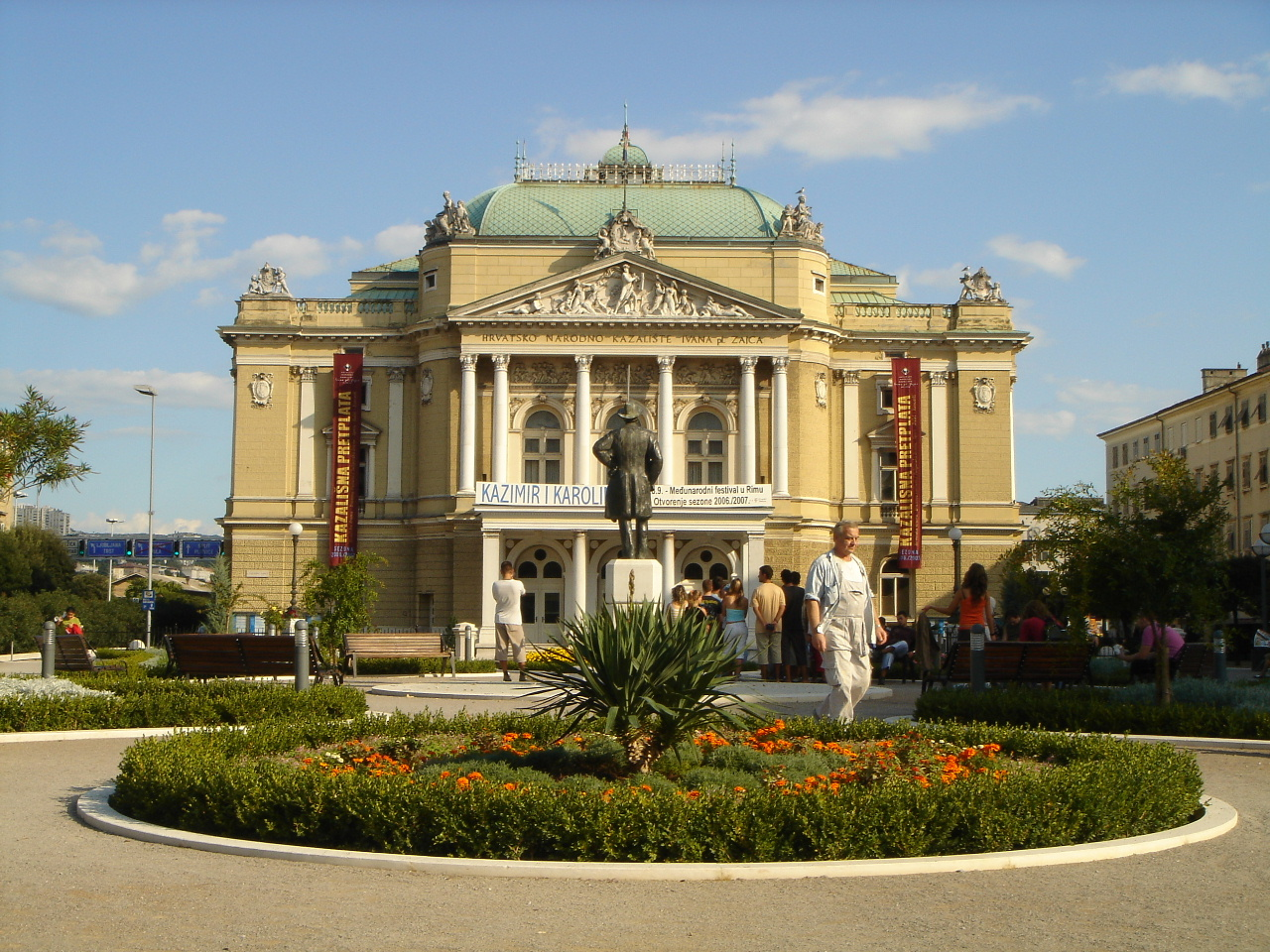
Хорватский народный театр в Риеке

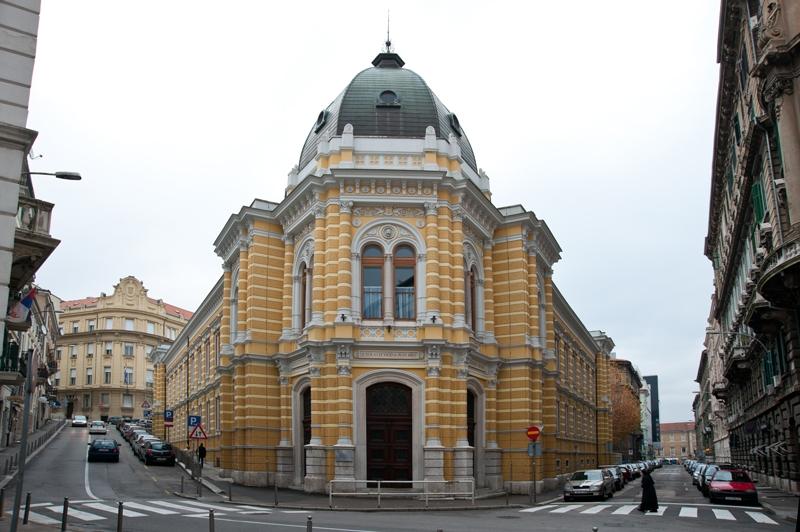
Здание Средней итальянской школы в Риеке

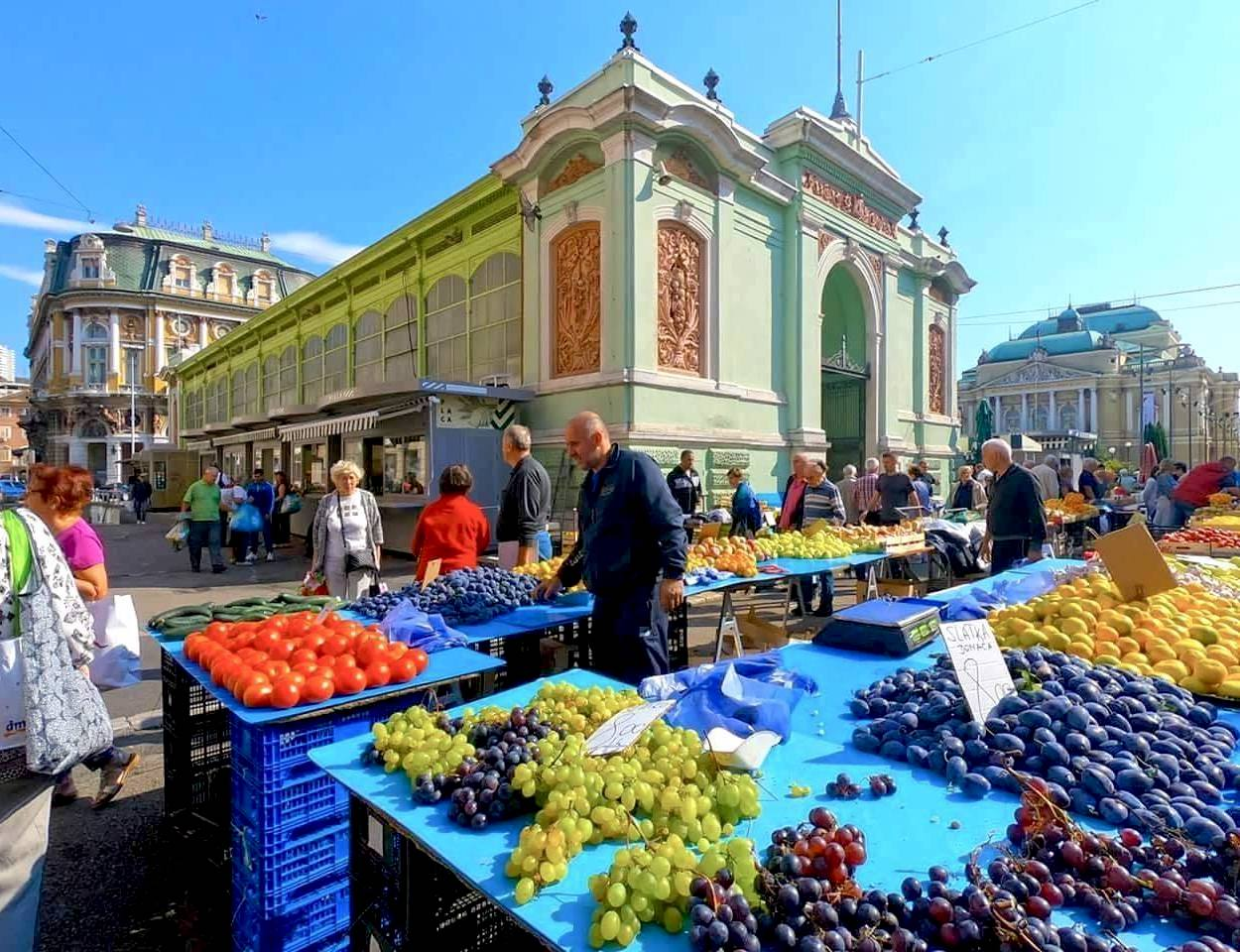
Рынок

- Городская башня — когда-то была входом в старый город со стороны моря. Башня украшена старинными барочными часами
  - Здание Радио Риека — построено в 1848 году.
  - Торговый центр «Каролина Риекская», бывший отель «Royal». Построен в стиле модерн в 1906 году.
  - Дом Маттиаззи — построен в 1913 году.

Здания на Адриатической (Ядранской) площади:
- Дворец Jadran или дворец Adria — построен в 1897 году.
- «Небоскрёб Риеки» — первый небоскрёб Риеки, построен в 1942 году.

Здания на площади Жабица:
- Дворец Управления железными дорогами в Риеке
- Дворец семьи Ploech в Риеке (или Дворец Ploech)
- Здание таможни

Прочие:
- Хорватский национальный театр имени Ивана Зайца
- Дворец «Модело» (хорв. Palača Modello) — построен в 1885 году.
- Турецкий дом (хорв. Turska kuća или итал. Casa turca) — в неомавританском стиле
- Дворец Adamić
- Венецианский дом
- Здание Transadria
- Здание Средней итальянской школы в Риеке
- Отель «Континенталь» в Сушаке (район Риеки). Построен в 1888 году.

### Памятники, фонтаны, скульптура

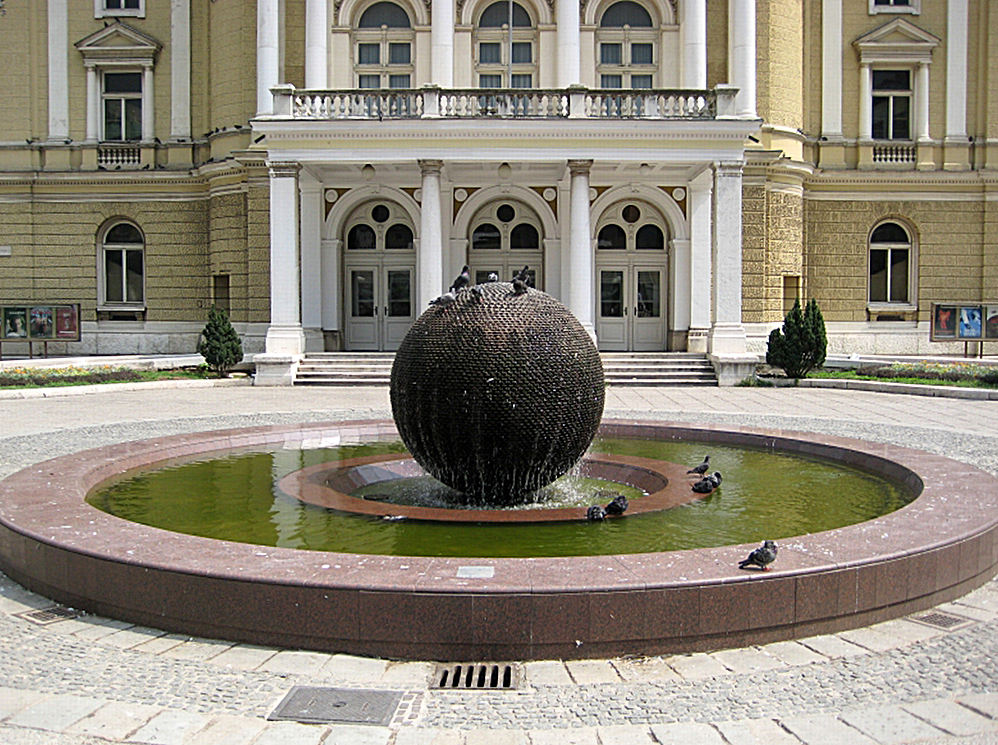
Фонтан-скульптура Душана Дзамоня напротив входа в Хорватский национальный театр имени Ивана Зайца

- Памятник Ивану Зайцу — хорватскому композитору, дирижёру и педагогу. Памятник установлен напротив главного входа в Хорватский национальный театр имени Ивана Зайца, за фонтаном-скульптурой Душана Дзамоня.
- Фонтан-скульптура Душана Дзамоня напротив входа в Хорватский национальный театр имени Ивана Зайца.

### Прочие достопримечательности
- Античные древнеримские ворота — остатки древнеримских арочных ворот как части стены, некогда окружавшей древнеримское поселение.
- Карнавал в Риеке
- Пригород Трсат, ставший районом Риеки.

## Спорт
В Риеке функционирует одноименный футбольный клуб «Риека», который является неоднократным призёром чемпионата и обладателем кубка страны. Риека часто выступает в европейских турнирах и входит в 200 лучших команд Европы (178 место в рейтинге УЕФА).
Секции этого клуба есть в других видах спорта, таких как: баскетбол, гандбол, водное поло.

## Известные уроженцы
- Франка Бателич  ─ хорватская певица, представительница Хорватии на Евровидении-2018.
- Р. Л. Бартини (Roberto Oros di Bartini) ─ итальянский барон и коммунист, известный авиаконструктор СССР.
- Яков Фак ─ известный хорватский биатлонист, чемпион мира, неоднократный призёр кубка мира. Ныне выступает за Словению
- Янош Кадар ─ государственный, политический и партийный деятель, фактический руководитель Венгерской народной республики на посту генерального секретаря Венгерской социалистической рабочей партии (с 1956 по 1988 годы); в 1956—1958 и 1961—1965 годах также занимал должность премьер-министра ВНР.
- Мария Круцификса Козулич ─ хорватская благотворительница и просветитель, основательница Общества сестёр Святейшего Сердца Иисуса[11].